# Операция «Кихол»
Операция «Кихол» (англ. Keyhole — замочная скважина) — специальная военная операция Великобритании по захвату острова Туле в архипелаге Южные Сандвичевы острова. Операция проходилась с 19 по 20 июня 1982 года, во время Фолклендской войны.

## Предыстория

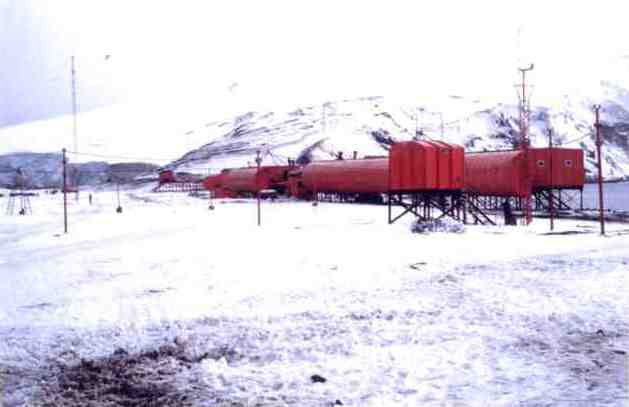
База Corbeta Uruguay (база) на острове Туле, 1981 год

База под названием «Corbeta Uruguay» была построена Аргентиной отчасти для того, чтобы укрепить свои территориальные претензии на удерживаемую англичанами территорию в Южной Атлантике. Под названием метеорологической исследовательской станцией, она использовалась аргентинскими военными. Британское правительство узнало о существовании этой базы в декабре 1976 года. Британия безуспешно пыталась найти дипломатическое решение этой проблемы.

## Операция
После капитуляции Аргентины на Фолклендских островах 14 июня 1982 года оперативная группа в составе Фрегата HMS Yarmouth, патрульного корабля HMS Endurance, танкера RFA Olmeda и буксира Salvageman направилась к Южным Сандвичевым Островам с целью прекратить там аргентинское присутствие.
Разведывательные морские пехотинцы из Endurance и 42 коммандос (британский отряд) были тайно высажены на остров Туле, чтобы наблюдать за действиями Аргентины. Они столкнулись с суровыми условиями на острове с температурой воздуха минус 20 градусов по Цельсию и штормовым порывом до 60 миль в час, фактор холода вызвал эффективное падение до минус 52 градусов. Yarmouth продемонстрировало свое намерение выстрелом из пушки, и несколько вертолётов облетели базу. Под угрозой отряда Королевской морской пехоты и кораблей, курсирующих перед базой, аргентинцы подняли белый флаг. Королевские морские пехотинцы, которые были вынуждены спустить Союзный флаг на Южной Георгии 3 апреля, теперь подняли Союзный флаг на острове Туле. Окончательная капитуляция была подписана в кают-компании «Endurance» в присутствии всех командиров.
Десять заключенных (один гражданский и девять военных) были эвакуированы на танкер «Olmeda» в сопровождении «Yarmouth», и они отбыли в Южную Георгию. Аргентинская база «Корбета Уругвай» была закрыта, а здания опечатаны, чтобы сделать их защищенными от непогоды. Остальные корабли Endurance и MS Salvageman последовали за ними и к 24 июня 1982 года вернулись в Камберленд-Ист-Бей, Южная Георгия. Ни одна из сторон не понесла потери в результате операции.

## Последствия
В марте 1983 года представитель Великобритании сообщил, что 19 декабря 1982 года исследовательское судно HMS Hecate обнаружило, что кто-то вернулся на базу, спустил британский флаг и поднял аргентинский флаг на его месте. Представитель сказал: «Мы понятия не имеем, что там происходило, и одному Богу известно, кто это был — торговцы металлоломом, кто-то пьяный или аргентинские военные». Чтобы предотвратить любую попытку Аргентины вернуться на остров Туле, база была позже разрушена, в феврале 1983 года, экипажем с корабля «HMS Ariadne» и корабля снабжения «Tide Spring». Флагшток, два погодных маяка и полностью снабженная провизией хижина остались нетронутыми.